# Kathaleen McCormick
Pour les articles homonymes, voir McCormick.
Kathaleen St. Jude McCormick, née le 9 septembre 1979 à Dover, est une juge américaine. Elle est la première femme chancelière de la cour de la chancellerie du Delaware (en) en 229 ans d'existence de cette cour juridique. Elle s'illustre dès sa nomination par plusieurs jugements défavorables à de très grandes entreprises ou à leurs actionnaires.

## Jeunesse et études
Kathaleen McCormick naît le 9 septembre 1979 à Dover, mais grandit à Smyrna. Elle est la benjamine d'une fratrie de trois, dont elle est la seule fille, au sein d'une famille catholique irlandaise. Sa mère est professeur d'anglais et son père d'histoire, ainsi qu'entraîneur de l'équipe lycéenne de football américain. La jeune fille souhaitait initialement se tourner également vers l'enseignement,.
Dès sa jeunesse, la jeune fille est handicapée par une scoliose prononcée, au point de devoir porter régulièrement un appareil orthopédique. Cela ne l'empêche pas de pratiquer l'athlétisme et le softball ; à quinze ans elle subit une arthrodèse de la colonne vertébrale ; deux ans plus tard, en 1997, elle obtient une bourse d'études attribuée chaque année à un athlète du sud du Delaware ayant surmonté un handicap physique. Cette bourse lui rest remise par le sénateur de l'État, Joe Biden, ainsi que par le quarterback Joe Theismann,.
Elle s'inscrit à Harvard en philosophie, ce qui est très rare pour des résidents de Smyrna, et obtient une licence dans cette matière. En parallèle, elle suit un cursus de droit à l'université de Notre-Dame-du-Lac, qui la mène à l'obtention d'un Juris Doctor,.

## Carrière

### Dans le privé
En début de carrière, Kathaleen McCormick travaille en tant qu'avocate dans le cabinet Young Conaway Stargatt & Taylor (en), où elle se spécialise dans les conflits en rapport avec la gouvernance interne des entreprises. Elle est amenée à travailler régulièrement avec la cour de la chancellerie du Delaware (en).

### À la cour de la chancellerie du Delaware
En 2018, elle devient vice-chancelière de cette dernière cour sur proposition du gouverneur John C. Carney. Cette nomination fait passer l'effectif de la cour de cinq à sept juges, ce qui est une première depuis 1989.
Le 6 mai 2021, elle devient chancelière de l'institution, ce qui en fait la première femme à occuper ce poste depuis sa création en 1792,.

### Affaires notables
En 2021, Kathaleen McCormick contraint le fonds d'investissement Kohlberg Kravis Roberts & Co. à finaliser l’acquisition de DecoPac, une entreprise de pâtisserie. Cette procédure n'avait été appliquée que quatre fois auparavant par la cour.
En octobre 2022, elle affronte pour la première fois Elon Musk à propos de sa volonté de prendre le contrôle de Twitter. La société avait demandé à l'encontre de l'homme d'affaires une ordonnance d'« exécution spécifique (en) » ; elle le contraint à débourser 44 milliards de dollars pour en faire l'acquisition, sous menace d'un procès,. Des collègues de la juge McCormick notent que, face à des personnalités très connues et virulentes, contrairement à d’autres juges, elle garde une grande lucidité et anticipe les polémiques médiatiques qui s'ensuivent.
En 2023, elle fait condamner le président directeur général de la chaîne de yoga Mindbody (en) car cette dernière a favorisé le fonds Vista ; à cette occasion, elle remet en vigueur une jurisprudence de 1986 visant à maximiser l'intérêt des actionnaires lors de la cession d'une entreprise. En réaction, l'ancien procureur général William P. Barr affirme que les actions en justice de Kathaleen McCormick font fuir les entreprises. Cette critique s'inscrit dans le cadre plus large d'une action républicaine visant à critiquer l'adoption, par un nombre croissant d'entreprises et d'investisseurs, de mesures sociales, écologiques et de gouvernance, ce qui constituerait selon Barr un « alignement » du Delaware sur des pratiques d'États démocrates. La juge lui répond que sa rhétorique « ignore le processus par lequel le droit des sociétés du Delaware est élaboré », car les modifications apportées au code des sociétés du Delaware requièrent une vaste majorité du corps législatif garantissant la participation des législateurs républicains, ainsi qu'un équilibre des nominations judiciaires.
Le 30 janvier 2024, Kathaleen McCormick prive Elon Musk d'une rémunération de 55,8 milliards de dollars en produisant un dossier de deux cents pages dans lequel elle observe notamment que cette rémunération est trente-trois fois plus élevée que le précédent record, également détenu par Elon Musk. En réaction, l'homme d'affaires furieux publie un tweet dans lequel il invite les sociétés à ne pas créer leur siège dans le Delaware. À l'inverse, l'avocat des plaignants, Greg Varallo, estime que la décision de Kathaleen McCormick profite aux entreprises établies dans le Delaware car elles protège les investisseurs. Le professeur de droit Michal Barzuza abonde dans ce sens en notant que la décision de justice rendue contribue à la création d'un environnement juridique plus prévisible et ainsi préférable pour les investisseurs.